# 凯特琳·巴西特
凯特琳·巴西特（英語：Caitlin Bassett，1988年5月23日—），澳大利亚女子篮网球运动员。她曾代表澳大利亚参加2014年和2018年英联邦运动会篮网球比赛，获得一枚金牌和一枚银牌。